# Alexander Shelley
Alexander Gordon Shelley (nacido el 8 de octubre de 1979 en Londres, Inglaterra) es un director de orquesta inglés.  Es actualmente director musical de la Orquesta de Centro de Artes Nacional de Ottawa, así como Principal Director Asociado de la Royal Philharmonic Orquesta (RPO). Shelley fue el ganador unánime en 2005 del Concurso de Directores de Leeds. De 2009 a 2017 ha sido Director principal de la Orquesta Sinfónica de Núremberg. Es también Director Artístico de la Deutsche Kammerphilharmonie de Bremen y ganador del Deutsche Gründerpreis, "Zukunftslabor".

## Orígenes
Hijo de los pianistas Howard Shelley OBE y Hilary Macnamara, Shelley aprendió piano con su madre y violonchelo con su abuela. En 1992, ganó una beca de música para ir a la Westminster School desde la The Hall School Hampstead. Estudió chelo con Timothy Hugh, Steven Doane y Johannes Goritzki en el Royal College of Music y en la Robert Schumann Hochschule, Düsseldorf, respectivamente. Siguió clases magistrales con Mstislav Rostropovich, Janos Starker y Aldo Parisot, que lo llevaron a Francia, Italia y América del Norte. Fue miembro de la Orquesta Mundial por la Paz durante la gira de 2003 con Valery Gergiev. Estudió dirección con el profesor Thomas Gabrisch en Düsseldorf y trabajó estrechamente con Yan-Pascal Tortelier como director asistente, entre otras con la Joven Orquesta Nacional de Gran Bretaña.

## Comienzos
En 2001, mientras estudiaba en Düsseldorf, fundó la Schumann Camerata, una orquesta de cámara con la que posteriormente realizó más de 80 conciertos, incluida una gira sustancial por Rusia, con actuaciones en Moscú, Kazan, Simbirsk, Samara, Saratov, Volgogrado y Astrachan. En 2005, ganó el primer premio en el Concurso de Directores de Leeds de 2005, y la prensa lo describió como "el joven director más emocionante y talentoso que haya recibido este prestigioso premio. Su técnica de dirección es inmaculada, clara como el cristal y una herramienta para su musicalidad innata". En el mismo año, Shelley concibió el proyecto "440Hz ", una serie de conciertos en los que participaron importantes personalidades de la televisión y la escena alemanas, para atraer a los jóvenes a la sala de conciertos. Los artistas invitados han incluido a Konrad Beikircher, Gotz Alsmann & Band, Die Wise Guys, Blank & Jones, BASTA, Ensemble Six, Miki, Curse, Reen, Mellow Mark, Ono, Chima, Marlies Petersen y Ralf Bauer. [5]
En 2009, Shelley devenía Director Artístico del Zukunftslabor proyecto de la Deutsche Kammerphilharmonie Bremen con quien en 2012 ganó el premio Eco Klassik, en la categoría de Compromiso con la Juventud.

## Orquesta Sinfónica de Núremberg
En septiembre de 2009, Shelley fue nombrado el director principal más joven de la Orquesta Sinfónica de Núremberg, con un contrato inicial de cuatro años. En 2011, su contrato se extendió a 2017.
Durante su mandato, la orquesta aumentó sus giras internacionales, viajando a China, Italia, la República Checa y Austria. Las grabaciones en vivo de sus actuaciones en el Musikverein de Viena y el Smetana Hall de Praga fueron publicadas en Colosseum Records.
Durante nueve años consecutivos, Shelley dirigió y presentó los conciertos 'Klassik Open Air' de Núremberg, los conciertos de música clásica más grandes de Europa, con una audiencia combinada de más de 500.000 oyentes. A su último concierto asistieron más de 80.000 personas.
Concluyó su mandato en Núremberg al cierre de la temporada 2016-2017. 
El primer álbum de Shelley para Deutsche Grammophon, con Daniel Hope y la Filarmónica de Estocolmo, se lanzó en septiembre de 2014. El segundo álbum de Shelley para Deutsche Grammophon, una grabación de Pedro y el lobo con la National Youth Orchestra de Alemania, recibió el premio Echo Klassik en 2016.

## Royal Philharmonic Orquesta
En enero de 2015, después de varios años de colaboraciones como director invitado, el RPO nombró a Shelley su Director Asociado Principal, a cargo de una serie anual de conciertos en el Cadogan Hall de Londres, además de realizar giras nacionales e internacionales con la orquesta.
Shelley se ha centrado en una variedad de temas en su programación en el Cadogan Hall, que incluyen:
- Temporada 2015/2016: 'De París a Nueva York', que celebra la gran variedad de estilos e influencias en la producción musical transatlántica de los años 1920 y 1930.[10]
- Temporada 2016/2017: 'Paisajes Sonoros Sinfónicos', explorando la música de Sibelius y Prokófiev en el 100 aniversario de la Revolución de Octubre.[11]
- Temporada 2017/2018: 'Mitos y cuentos de hadas', que presentó obras que se han inspirado en la literatura de mitos y cuentos de hadas.[12]
- Temporada 2018/2019: 'Buscando nuevos horizontes', una serie de conciertos que analiza la influencia de la inmigración en la música de los últimos 150 años.[13]

## Orquesta del Centro Nacional de las Artes de Ottawa
En octubre de 2013, el NACO anunció el nombramiento de Shelley como el director Musical más joven de todos los tiempos, sucediendo a Pinchas Zukerman a partir de la temporada 2015-2016, con un contrato inicial de 4 años. Los principales proyectos creativos desde el comienzo de su mandato han incluido la puesta en marcha de "Life Reflected", una exploración multimedia de las vidas de cuatro mujeres canadienses (Rita Joe, Roberta Bondar, Alice Munro y Amanda Todd) y ENCOUNT3RS, un conjunto de tres nuevos ballets en colaboración con el Ballet Nacional de Canadá, Ballet BC y Alberta Ballet Company. Las siete nuevas obras que Shelley y la Orquesta del NAC encargaron para estos proyectos se grabaron en el sello Analekta en 2016 y 2017, respectivamente.
En 2017, Shelley y la Orquesta del NAC realizaron una gira por todo Canadá para celebrar el 150 aniversario de la confederación.
En el verano de 2018 se anunció que la NACO viajaría a Europa para una gira extendida en la celebración del 50 aniversario de la orquesta. La gira, en mayo de 2019, incluirá conciertos sinfónicos y el proyecto emblemático "Life Reflected" en Londres, París, Utrecht, Estocolmo, Copenhague y Gotemburgo. Se presentarán los solistas canadienses Jan Lisiecki, James Ehnes, Erin Wall y David D Q Lee.

## Director invitado
Shelley actúa como director invitado en los 5 continentes. Junto a sus posiciones en Ottawa y Londres, las colaboraciones regulares incluyen a la Deutsches Symphonie-Orchester Berlín, la Konzerthausorchester Berlín, la Leipzig Gewandhaus Orquesta,  Real Philharmonic Orquesta de Estocolmo, la Orquesta Sinfónica de Gotemburgo, la Orquesta Sinfónica de Nueva Zelanda, la Hong Kong Philharmonic Orquesta, la Orquesta Sinfónica Simón Bolívar y más recientemente la Orquesta Sinfónica del Estado de São Paulo. 
Shelley tiene una estrecha relación con la Orquesta Nacional de la Juventud de Alemania (Bundejugendorchester), que los ha dirigido en dos giras por Alemania. En noviembre de 2018, la orquesta actuará junto a la Orquesta del Centro Nacional de Artes para interpretar el Requiem de Guerra de Benjamin Britten, en conmemoración del centenario del fin de la Primera Guerra Mundial. En el verano de 2019 Shelley dirigirá a la Bundesjugendorchester en una gira por Alemania y África. 

## Ópera
El debut en la ópera profesional de Shelley fue en la Royal Danish Opera en 2008, dirigiendo una producción de The Merry Widow. Desde entonces ha dirigido producciones de Romeo et Juliette de Gounod (Ópera real danesa), Cosi fan tutte de Mozart (Opéra nacional de Montpellier) y Las bodas de Figaro (Ópera del Norte), La Bohème (Opera Lyra) y Louis Riel (Canadian Opera Company / National Arts Centre).

## Discografía
- 2010 Nürnberger Symphoniker Live in Prag (Nürnberger Symphoniker and Oliver Triendl on Colosseum Records)
- 2011 Nürnberger Symphoniker Live in Wien (Nürnberger Symphoniker on Colosseum Records)
- 2014 Escape to Paradise (Stockholm Philharmonic and Daniel Hope on Deutsche Grammophon)
- 2015 Brahms Violin Concerto/ Double Concerto (Nürnberger Symphoniker, Eric Schumann, Mark Schumann on Berlin Classics); Peter and the Wolf in Hollywood (Bundesjugendorchester, Alice Cooper on Deutsche Grammophon) (ECHO Klassik 2016)
- 2017 Life Reflected (National Arts Centre Orchestra on Analekta); Encount3rs (National Arts Centre Orchestra on Analekta)
- 2018 New Worlds (National Arts Centre Orchestra on Analekta)